# Université de communication de Chine
L'université de communication de Chine (en chinois : 中国传媒大学 Zhōngguó chuánméi dàxué) est une université chinoise spécialisée dans la communication et l'image, située dans l'arrondissement de Chaoyang à Pékin.

## Historique
L'université de communication de Chine a été fondée en 1954.

## Anciens élèves
- Nelly Mbangu, militante congolaise des droits de la femme et de l'enfant.
- Bai Yansong (1968-), journaliste chinois